# Kunst im öffentlichen Raum in Arnsberg
Kunst im öffentlichen Raum in Arnsberg umfasst öffentlich zugängliche Plastiken, Skulpturen, Brunnen, Wandmalereien, Mosaike und Graffiti im Gebiet der Stadt Arnsberg im Hochsauerlandkreis. Die nachstehende Liste von Kunstwerken im öffentlichen Raum ist nicht vollständig. Sie wird kontinuierlich ergänzt.

## Liste
| Bild           | Titel/Bezeichnung                                               | Standort                                                          | Künstler                             | Entstehung | Anmerkungen |
| -------------- | --------------------------------------------------------------- | ----------------------------------------------------------------- | ------------------------------------ | ---------- | --- |
|                | Map                                                             | Arnsberg, Kreisverkehr am Brückenplatz/Clemens-August-Straße Lage | Aram Bartholl                        | 2019       | Kunst im Kreisverkehr: Die neun Meter hohe Skulptur aus Aluminium und Stahl kennzeichnet das Arnsberger Stadtzentrum und ist dem von Google Maps bekannten Markierungs-Pin nachempfunden.                                                                 |
|                | Dispatchwork                                                    | Arnsberg, Alter Markt 19                                          | Jan Vormann                          | 2009       | 50 × 100 cm Lego-Bausteine (Zustand von 2020) |
|                | The Dept – Lichtpforte                                          | Arnsberg, Steinweg 15/Alter Markt 4                               | Santiago Sierra                      | 2015       | Lichtinstallation mit 34 in das Straßenpflaster eingelassenen LED-Strahlern. Sie markieren den Grundriss der Klosterpforte eines nicht mehr existierenden Stadttores.                                                                                     |
|                | Klanghaus Arnsberg                                              | Neheim, Möhnepforte                                               | Heribert Friedel und Nicolai Angelov | 2011       | Klanginstallation und Fassadengestaltung an einem Trafohäuschen |
|                | Sphärische Linien                                               | Neheim, Rathausplatz 1 (Autobahnbrücke)                           | Norbert Kricke                       | 1987       | Wandgestaltung mit Metallröhren |
|                | Hudehirte                                                       | Neheim, Gransauplatz Lage                                         | Wolfgang Kreutter                    | 1989       | |
|                | Europablume                                                     | Arnsberg, Bömerstraße                                             | Rudolf Olm                           | 2004       | Kunst im Kreisverkehr: 25 farbige Acrylglaskugeln sollen die in der Europäischen Gemeinschaft zusammengeschlossenen Länder symbolisieren |
|                | Franz-Stock-Denkmal                                             | Neheim, Hauptstraße                                               | Josef Rikus                          | 1965       | Denkmal für Franz Stock |
|                | Totenstele                                                      | Neheim, Hauptstraße                                               |                                      |            | Denkmal für die Opfer der Möhnekatastrophe |
|                | History Apparatus                                               | Arnsberg, Neumarkt                                                | Julius von Bismarck                  | 2014       | Die Installation zeigt den Stumpf eines über hundert Jahre alten Baumes, der auf dem Arnsberger Neumarkt und auf der Terrasse der Berliner Neuen Nationalgalerie platziert wurde. Der gefällte Baum ist nur in der Vorstellung des Betrachters vorhanden. |
|                | Opfer der Möhnewiesen                                           | Neheim, Pfeiler unter Autobahnbrücke A 46                         | Astrid Breuer                        | 2021       | Ausschnitt der Installation von Porträts von Opfern der Möhnekatastrophe aus dem Zwangsarbeiterlager Möhnewiesen |
|                | Butterbettchendenkmal                                           | Arnsberg, Gutenbergplatz                                          | Theodor Sprenger                     | 1989       | Denkmal für Elisabeth Agnes Becker (genannt Butterbettchen) (1858–1932) eine Händlerin aus Hellefeld, die jahrzehntelang Butter zu Fuß auf den Markt in Arnsberg brachte und als Original bis in die Gegenwart populär ist.                               |
|                | Marktbrunnen                                                    | Hüsten, Kirchplatz St. Petri Lage                                 |                                      |            | |
|                | Hl. Nepomuk                                                     | Neheim, Ruhrbrücke am Rathaus                                     |                                      |            | |
|                | Lichtplastik                                                    | Neheim, Mendener Straße/Anfang Fußgängerzone                      | Johannes Dinnebier                   |            | |
|                | Light Minded Artists                                            | Neheim, Kreisverkehr Möhnestraße/Graf-Gottfried-Straße            | Peter Brdenk                         |            | |
|                | Objekt Kunstsommer 2                                            | Arnsberg, Ruhrtalradweg am Sauerlandtheater                       |                                      |            | |
|                | Kunstsommerobjekt Bürgergärten                                  | Arnsberg, Bürgergärten                                            |                                      |            | |
|                | Kunstsommerobjekt 3                                             | Arnsberg, Ruhrtalradweg am Sauerlandtheater                       |                                      |            | |
|                | Meerjungfrau                                                    | Arnsberg, Ruhr am Sauerlandtheater                                |                                      |            | |
|                | Hl. Nepomuk                                                     | Arnsberg, Klosterbrücke                                           | Johannes Niemeyer                    | 1996       | |
|                | Hexentanzplatz                                                  | Arnsberg, Eichholz                                                |                                      |            | |
|                | Gedenkstein für die im Ersten Weltkrieg gefallenen Eisenbahner  | Arnsberg, Bahnhof                                                 |                                      |            | |
|                | Denkmal zur Erinnerung an die Eisenbahnhauptwerkstätte Arnsberg | Arnsberg, Bahnhof                                                 |                                      |            | Es handelt sich um eine Wagenachse von Borsig aus dem Jahr 1904 |
|                | Brunnenfigur                                                    | Arnsberg, Gebrüder-Abt-Platz                                      |                                      |            | Der dazu gehörige Brunnen existiert nicht mehr |
|                | Kunstobjekt am Sauerlandtheater                                 | Arnsberg, Gebrüder-Abt-Platz / Sauerlandtheater                   |                                      |            | |
|                | Gedenkstein an die Zerstörung des Arnsberger Viadukts           | Arnsberg, Jägerbrücke                                             |                                      | 2021       | Der Gedenkstein mit einer Infotafel wurde vom Arnsberger Heimatbund zur Erinnerung an die Zerstörung des Arnsberger Viadukts und des angrenzenden Stadtquartiers im März 1945 errichtet                                                                   |
|                | Hexenfigur                                                      | Arnsberg, Jägerbrücke                                             |                                      |            | |
|                | Kreuzwegstation                                                 | Arnsberg, Kreuzberg                                               |                                      |            | Auf dem Arnsberger Kreuzberg wurde 1862 ein Kreuzweg mit insgesamt vierzehn Stationen aus Spenden gebaut. |
|                | Ehmsen-Gedenkstein                                              | Arnsberg, Ehmsenhütte „Hoher Nacken“                              |                                      |            | Gedenkstein an Ernst Ehmsen zum 150. Geburtstag |
|                | Wappenturm Altes Rathaus Arnsberg                               | Arnsberg, Alter Markt                                             |                                      |            | An einen Aufzugsanbau wurden zur Erinnerung an die Funktion des Gebäudes als Landtag des Herzogtums Westfalen die Wappen der Städte und Freiheiten angebracht.                                                                                            |
|                | Dorfbrunnen Voßwinkel                                           | Voßwinkel, Am Dorfbrunnen/Voßwinkeler Straße Lage                 | Christa Wuttke                       | 1990       | Auf dem Rand des sechseckigen Kunststeinbrunnens sitzt eine Bronzeskulptur, die in Anlehnung an den Ortsnamen „Voßwinkel“ einen „Fuchs im Winkel“ darstellen soll.                                                                                        |
| weitere Bilder | Jungfer Gertrud                                                 | Arnsberg, Schloss Arnsberg                                        |                                      |            | Statue der Gertrud von Plettenberg |
|                | Brumm, Brumm, Brumm                                             | Arnsberg                                                          | Malte Bartsch                        | 2023       | Kunstobjekt am Sauerlandtheater |